# Miguel Llobet
Miguel Llobet Solés est un compositeur et un guitariste espagnol né le 18 octobre 1878 à Barcelone et mort dans cette même ville le 22 février 1938 . On lui doit les premiers enregistrements de guitare classique, réalisés dès 1925.

## Biographie
Fils d'un doreur, Miguel Llobet développe rapidement des talents artistiques, dont la peinture, qu'il pratiquera toute sa vie. Il commence l'étude de la guitare en 1889 avec Magín Alegre qui lui fait écouter un concert du guitariste virtuose Antonio Jiménez Manjón (es), à la suite de quoi il décide de consacrer sa vie à la guitare. Il deviendra en 1894 élève de Francisco Tárrega sous la direction duquel il étudiera la guitare au conservatoire municipal de musique de Barcelone.
Miguel Llobet donne son premier concert hors d'Espagne à Paris en 1904, présenté par Ricardo Viñes, célèbre pianiste interprète des œuvres de Debussy. C'est à cette époque qu'il fréquente des compositeurs parisiens tels que Paul Dukas, Claude Debussy, Maurice Ravel, Isaac Albéniz, et Manuel de Falla. Il voyage à travers l'Allemagne en 1921 et se produit à Munich, Leipzig, Dresde, Cologne et Stuttgart.
Miguel Llobet contribue également à l'édition de nombreuses œuvres du répertoire classique de la guitare qu'il révise et dote d'un doigté, comme les 25 Études opus 60 de Matteo Carcassi.

## Œuvres

### Œuvres pour guitare solo
- Canço del LIadre (Chanson du voleur)
- El Mestre (Le maitre)
- El Testament d'Amelia (Le testament d'Amélie)
- La Filadora
- La Filla del Marxant (La fille du marchand)
- La Nit de Nadal (La nuit de Noël)
- L'Hereu Riera
- Lo Fill del Rei (La fille du Roi)
- Lo Rossinyol (Le rossignol)
- Plany (Lamentation)
- El Noi de la Mare
- La Pastoreta (La petite bergère)
- Leonesa
- Estilos Populares Argentinos n°1 & n°2
- Estudio Capricho
- Estudio en mi Major
- La Preçô de LIeida
- Mazurka
- Prélude Original
- Preludio en la mayor
- Preludio en mi mayor
- Preludio en re mayor
- Respuesta-Impromtu
- Romanza
- Scherzo-Vals
- Variaciones sobre un Tema de Sor

### Transcriptions pour guitare solo
- Isaac Albéniz: Cádiz, Oriental, Sevilla, Torre Bermeja.
- Enrique Granados: Danzas Españolas n°5, n°7 & n°10, Dedicatoria, La Maja de Goya.
- Joaquín Valverde Sanjuán (en): Clavelitos

### Transcriptions pour deux guitares
- Isaac Albéniz: Rumores de la Caleta, Castilla, Bajo la Palmera, Evocación.
- Louis-Claude Daquin: Le Coucou.
- Enrique Granados: Enrique: Danzas Españolas n°6 & n°11.
- Eduardo López-Chávarri (es): Leyenda del Castillo Moro.
- Felix Mendelssohn: Romanzas sin Palabras n°20 & n°25.
- Wolfgang Amadeus Mozart: Minueto de la Sinfonia n°39.
- Piotr Ilitch Tchaïkovski: Humoresque, op.10 n°2.

### Pièce composée pour Miguel Llobet
- Manuel de Falla: Tombeau de Claude Debussy dans Homenajes.

## Enregistrements historiques1925-1929
- Julián Aguirre: Huella*.
- Isaac Albéniz: Evocación*.
- Johann Sebastian Bach: Sarabande.
- Napoléon Coste: Étude op.38 n°21.
- Miguel Llobet: El Testament d'Amelia, La Filla del Marxant, Plany, El Mestre.
- Felix Mendelssohn: May Breezes*.
- Manuel Ponce: 2 Canciones Mejicanas.
- Pedro Quijano: Estilo Popular Criollo.
- Fernando Sor : Andantino op.2 n°3, Estudio op.35 n°2, Minueto op.11 n°12.
- Rogelio del Villar: Canción Popular Leonesa (Canción del Ladrón)

(* en duo avec María Luisa Anido).
Éditeur: Chanterelle, 1990